# 정진우 (1985년)
정진우(1985년 9월 12일~)는 대한민국 남성 듀오 그룹 제이투엠의 멤버이다.
M To M이 전 소속사 코어콘텐츠미디어와 결별하고 팝업엔터테인먼트로 옮기면서 새로 합류하여, 2009년 'ReBUILD MtoM'로 데뷔하였다. KBS《남자의 자격》합창단 편의 단원으로 테너 역을 맡았다. 2016년 11월 14일에 30억대 도박혐의에 걸리면서 법정구속 되었다.

## 학력
- 동아방송예술대학교 영상음악과(전문학사)